# Ulrikke
Ulrikke ist ein Vorname.

## Herkunft und Bedeutung
Der Name ist die norwegische und dänische Form von Ulrike bzw. die weibliche Form von Ulrich. Die norwegische und dänische männliche Form lautet Ulrik.

## Bekannte Namensträgerinnen
- Ulrikke Brandstorp (* 1995), norwegische Sängerin
- Ulrikke Eikeri (* 1992), norwegische Tennisspielerin
- Ulrikke Falch (* 1996), norwegische Schauspielerin und Aktivistin